# Выборы в Национальную ассамблею Бутана (2008)
Выборы в Национальную ассамблею Бутана прошли 24 марта 2008 года. К участию в выборах были допущены две партии: Партия мира и процветания (DPT, Druk Phuensum Tshogpa) под руководством премьера Ханду Вангчука и Народная демократическая партия (PDP, People’s Democratic Party). Третья, Народная партия, к участию в выборах была не допущена. К вечеру 25 марта был произведён подсчёт 80 % голосов.
На этих первых формально-демократических парламентских выборах в стране премьер-министр Бутана Джигме Йосер Тинлей возглавлял Партию мира и процветания; вторую, Народно-демократическую партию, возглавлял бывший премьер-министр Сангай Нгедуп, в конечном итоге проигравший выборы в своём округе. Обе партии декларировали отчётливо монархический курс, в частности, провозглашали своей целью увеличение «валового национального счастья». Поскольку ПМП получила 45 из 47 мест в Национальной ассамблее, Тинлей получил право на формирование правительства. При этом за ПМП было подано 67,04 % голосов, а за НДП — 32,96 %.

## Интересные факты
22 апреля 2007 года прошли ненастоящие выборы, в которых избиратели голосовали за четыре партии. В них участвовали около 200 тысяч избирателей.